# Movimento Islâmico do Turquestão Oriental
O Movimento Islâmico do Turquestão Oriental (MITO), também conhecido como Partido Islâmico do Turquestão (PIT), Movimento Islâmico do Turquestão (MIT), e outros nomes, é uma organização islâmica terrorista e separatista fundada por militantes uigures na China ocidental. Seu objetivo declarado é a independência do Turquestão Oriental da China. De acordo com o governo chinês, é um movimento separatista violento e é frequentemente responsável por ataques terroristas em Sinquião.  De acordo com o relatório chinês publicado em 2002, entre 1990 e 2001 o MITO teria alegadamente cometido mais de 200 atos de terrorismo, resultando em pelo menos 162 mortes e mais de 440 feridos.  Desde os atentados de 11 de setembro, o grupo foi designado como uma organização terrorista pelo Cazaquistão, Emirados Árabes Unidos,  China, e Estados Unidos. 